# مؤسسة التراث
مؤسسة التراث (أو هيريتيج) هي مؤسسة فكرية أمريكية محافظة مقرها واشنطن العاصمة. تأسست عام 1973، ولعبت دورًا رائدًا في الحركة المحافظة في الثمانينيات أثناء رئاسة رونالد ريغان، إذ أُخذت سياساته من دراسات مؤسسة التراث، بما في ذلك سياسةتفويض للقيادة.
كان لمؤسسة التراث تأثيرٌ كبيرُ في صنع السياسات العامة في الولايات المتحدة، وقد صُنّفت تاريخياً ضمن أكثر منظمات السياسات العامة تأثيراً في الولايات المتحدة. عام 2010، أسست منظمة شقيقة، Heritage Action، وهي قوة ناشطة مؤثرة في السياسة المحافظة وسياسات الحزب الجمهوري.
تقود المؤسسة مشروع 2025، المعروف أيضاً باسم مشروع الانتقال الرئاسي لعام 2025، وهي خطة موسّعة تتضمن تعيين موظفين مدنيين متوافقين أيديولوجياً، وتقييد الإجهاض، ومعارضة حقوق LGBTQ+، وتحويل الوكالات الفيدرالية لأغراض سياسية، وفرض سياسات هجرة صارمة.

## التاريخ

### البدايات

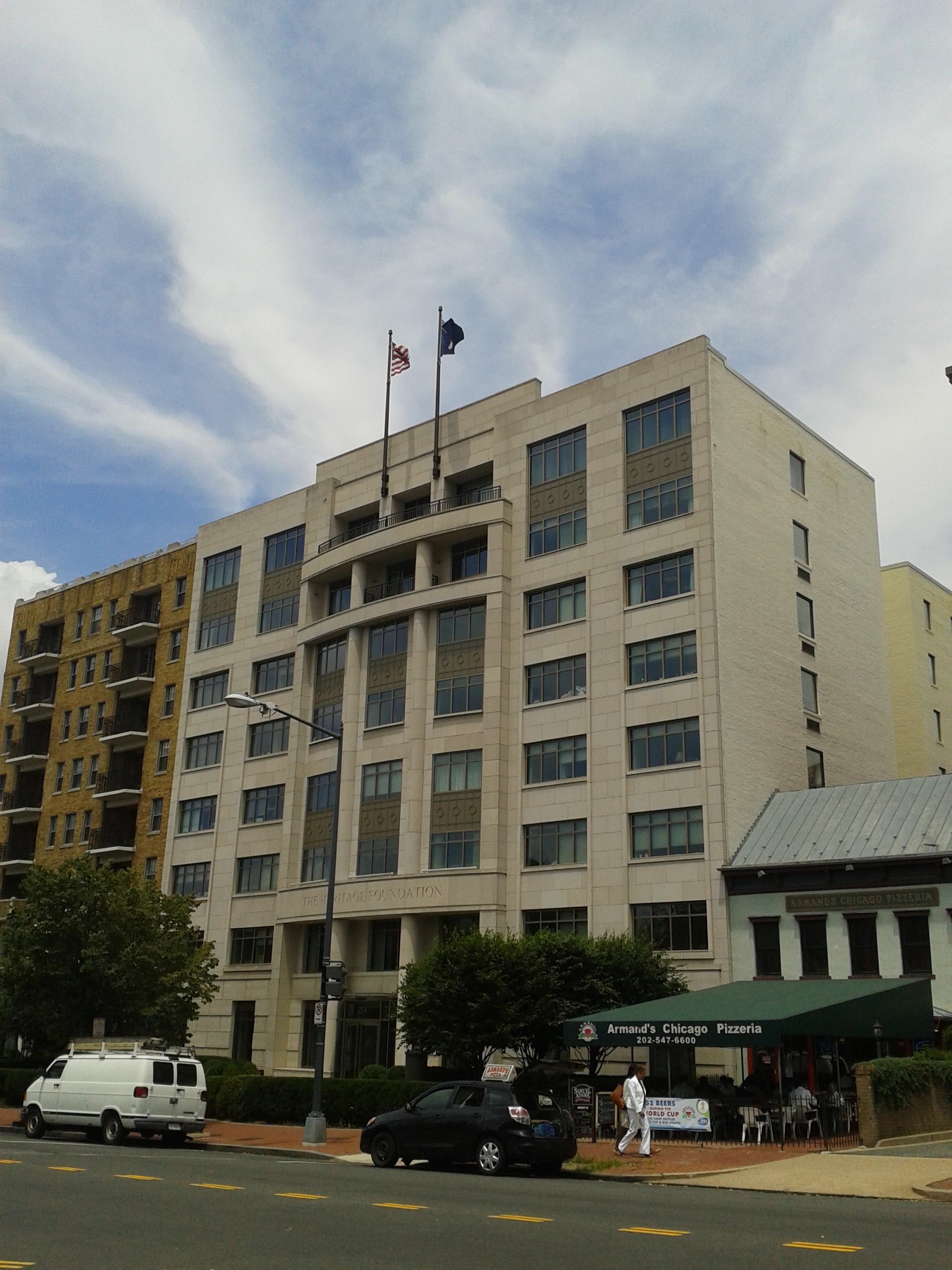
المقر الرئيسي للمؤسسة في شارع ماساتشوستس في كابيتول هيل

تأسست المؤسسة في 16 فبراير 1973، أثناء رئاسة ريتشارد نيكسون. أسّسها بول ويريتش، وإدوين فيولنر، وجوزيف كورز. انطلاقاً من حركة النشاط التجاري الجديدة المستوحاة من مذكرة باول،  والسخط على تبني ريتشارد نيكسون للإجماع الليبرالي، والطبيعة الحذرة غير المثيرة للجدل لمراكز الفكر القائمة،  سعى ويريتش وفويلنر إلى إنشاء نسخة محافظة من مؤسسة بروكينغز تعمل على تعزيز السياسات المحافظة. في سنواتها الأولى، كانت شركة كورز المصدر الأساسي لتمويل مؤسسة التراث. كان ويريش أول رئيس للمؤسسة. وفي وقت لاحق، بدأت مؤسسة التراث بالاعتماد على جمع التبرعات عبر البريد المباشر، ما ساهم في نمو دخلها السنوي، الذي وصل إلى مليون دولار سنويًا في عام 1976. بحلول عام 1981، ارتفعت ميزانيتها السنوية إلى 5.3 مليون دولار.
دعت المؤسسة إلى سياسات مؤيدة للأعمال التجارية ومعادية للشيوعية في سنواتها الأولى، لكنها ميّزت نفسها عن معهد المشروع الأمريكي لأبحاث السياسة العامة (AEI) من خلال الدعوة أيضًا إلى القضايا الثقافية التي كانت مهمة للمحافظين المسيحيين. لكن المؤسسة ظلت صغيرة نسبياً طوال سبعينيات القرن العشرين مقارنةً بمؤسسة بروكنغز ومعهد أميركان إنتربرايز.

### إدارة ريغان
في يناير/كانون الثاني 1981، نشرت مؤسسة التراث تقريراً شاملاً بعنوان "تفويض القيادة"، يهدف إلى تقليص حجم الحكومة الفيدرالية. وقد قدمت التوجيهات المتعلقة بالسياسة العامة لإدارة ريغان القادمة، وتضمن أكثر من 2000 توصية سياسية محددة حول كيفية تمكن إدارة ريغان من الاستفادة من الحكومة الفيدرالية لتعزيز السياسات المحافظة. وقد حظي التقرير بقبول جيد من جانب البيت الأبيض، وتولّى العديد من مؤلفي التقرير مناصب في إدارة ريغان. أعجب رونالد ريغان بهذه الأفكار كثيراً لدرجة أنه أعطى نسخة من التقرير لكل عضو في حكومته للمراجعة. ومن بين مقترحات التراث البالغ عددها 2000 مقترح، نُفّذ أو بُدء بتنفيذ ما يقرب من 60% منها بحلول نهاية العام الأول لريغان في منصبه. أطلق ريغان لاحقًا على مؤسسة التراث اسم "القوة الحيوية" خلال فترة رئاسته.
كان للمؤسسة تأثير كبير في تطوير وتعزيز مبدأ ريغان، وهو مبادرة رئيسية في السياسة الخارجية لإدارة ريغان والتي بموجبها بدأت الولايات المتحدة بتقديم الدعم العسكري وغيره من أشكال الدعم لحركات المقاومة المناهضة للشيوعية التي تقاتل الحكومات المتحالفة مع الاتحاد السوفييتي في أفغانستان وأنغولا وكمبوديا ونيكاراغوا ودول أخرى خلال السنوات الأخيرة من الحرب الباردة.
عندما التقى ريغان بميخائيل غورباتشوف في موسكو في ثمانينيات القرن العشرين، ذكرت صحيفة وول ستريت جورنال لاحقًا أن "الزعيم السوفييتي أبدى اعتراضه على تأثر ريغان بمؤسسة التراث. وقد غذّت هذه المؤسسة أجندة غورباتشوف الفكرية، بما في ذلك مبدأ ريغان - فكرة أن على أمريكا دعم المتمردين الذين يقاومون الهيمنة الشيوعية." 
كما دعمت المؤسسة تطوير نظام دفاع صاروخي باليستي جديد للولايات المتحدة. في عام 1983، جعل ريغان تطوير نظام الدفاع الجديد هذا، المعروف باسم مبادرة الدفاع الاستراتيجي، أولوية دفاعية قصوى بالنسبة له.
بحلول منتصف العقد، بدأت مؤسسة التراث في الظهور كمنظمة رئيسية في الحركة المحافظة الوطنية، حيث نشر قادة الفكر المحافظين البارزين تقارير مؤثرة حول مجموعة واسعة من القضايا السياسية. في عام 1986، وفي إطار الاعتراف بالتأثير سريع النمو لمؤسسة التراث، وصفت مجلة تايم مؤسسة التراث بأنها "أبرز جيل جديد من خزانات المناصرة". خلال إدارة ريغان وإدارات جورج بوش الأب اللاحقة، عملت مؤسسة التراث بمثابة العقل المدبر للسياسة الخارجية لكلا الإدارتين.

### إدارة جورج بوش الأب
ظلت المؤسسة صوتاً مؤثراً في قضايا السياسة الداخلية والخارجية أثناء إدارة الرئيس جورج بوش الأب. في عامي 1990 و1991، كانت المؤسسة من أبرز المؤيدين لعملية عاصفة الصحراء التي كانت تهدف إلى تحرير الكويت بعد غزو صدام حسين واحتلاله الكويت في أغسطس/آب 1990. وبحسب فرانك ستار، رئيس مكتب صحيفة بالتيمور صن في واشنطن، فإن دراسات مؤسسة التراث "وضعت الأساس بشكل كبير لتفكير إدارة بوش" بشأن السياسة الخارجية في مرحلة ما بعد الاتحاد السوفييتي. وفي السياسة الداخلية، وافقت إدارة بوش على ستة من المقترحات العشرة لإصلاح الميزانية التي اقترحتها مؤسسة التراث في كتابها"تفويض القيادة الثالث"، والذي أدرجته الإدارة في اقتراح ميزانيتها لعام 1990.[بحاجة لمصدر]

### إدارة كلينتون
واستمرت المؤسسة في النمو طيلة تسعينيات القرن العشرين. وصلت مجلة المؤسسة الرائدة، Policy Review، إلى توزيع 23 ألف نسخة. في عام 1993، كانت المؤسسة معارضة لخطة الرعاية الصحية التي اقترحها كلينتون، والتي ماتت في مجلس الشيوخ الأمريكي في العام التالي، في أغسطس/آب 1994.
في انتخابات الكونغرس عام 1994، سيطر الجمهوريون على مجلس النواب، وانتخب نيوت جينجريتش رئيساً جديداً لمجلس النواب في يناير/كانون الثاني 1995، استناداً إلى حد كبير على الالتزامات الواردة في أجندة التشريع المسمى "العقد مع أميركا"، الذي صدر قبل ستة أسابيع من انتخابات عام 1994. كان العقد بمثابة ميثاق مبادئ يتحدى بشكل مباشر الوضع السياسي الراهن في واشنطن العاصمة والعديد من الأفكار التي كانت في أولويات إدارة كلينتون.
انخرطت المؤسسة أيضًا في الحروب الثقافية، ونشرت مؤشر المؤشرات الثقافية الرائدة بقلم ويليام بينيت في عام 1994. وقد وثق المؤشر كيف تدهورت معدلات الجريمة، والطلاق، والانتحار بين المراهقين، وتعاطي المخدرات، وأربعة عشر مؤشراً اجتماعياً آخر بشكل ملحوظ منذ ستينيات القرن العشرين.
عام 1995، نشرت مؤسسة التراث أولمؤشر للحرية الاقتصادية، وهو منشور سنوي يقيّم حالة الحرية الاقتصادية في كل بلد في العالم؛ عام 1997، انضمتصحيفة وول ستريت جورنال إلى المشروع بصفة مدير مشارك ومؤلف مشارك في المنشور السنوي.[بحاجة لمصدر]
عام 1996، عمل كلينتون على ربط بعض إصلاحاته في مجال الرعاية الاجتماعية بتوصيات مؤسسة التراث، ودمجها في قانون المسؤولية الشخصية وفرص العمل.[بحاجة لمصدر]

### إدارة جورج دبليو بوش
في أعقاب هجمات الحادي عشر من سبتمبر عام 2001، دعمت مؤسسة التراث الحروب في أفغانستان حرب العراق في إطار الحرب على الإرهاب. تحدت المؤسسة معارضي الحرب،  ودافعت عن معاملة إدارة جورج دبليو بوش للمشتبه بهم في الإرهاب في خليج جوانتانامو.
في أبريل 2005، ذكرتصحيفة واشنطن بوست أن مؤسسة التراث خففت من انتقاداتها للحكومة الماليزية بعد أن بدأ رئيس مؤسسة التراث إدوين فيولنر علاقة تجارية مع رئيس الوزراء الماليزي مهاتير محمد. "ظهرت النظرة الجديدة المؤيدة لماليزيا لشركة التراث في الوقت نفسه الذي بدأت فيه شركة استشارات في هونغ كونغ، شارك في تأسيسها إدوين جيه. فيولنر، رئيس هيريتيج، في تمثيل المصالح التجارية الماليزية" من خلال علاقته بشركة بيل هافن للاستشارات. ونفت المؤسسة وجود تضارب في المصالح، قائلة إن آراءها بشأن ماليزيا تغيرت في أعقاب تعاون البلاد مع الولايات المتحدة بعد هجمات الحادي عشر من سبتمبر،  وأن الحكومة الماليزية "تتحرك في الاتجاه الاقتصادي والسياسي الصحيح".

### إدارة أوباما

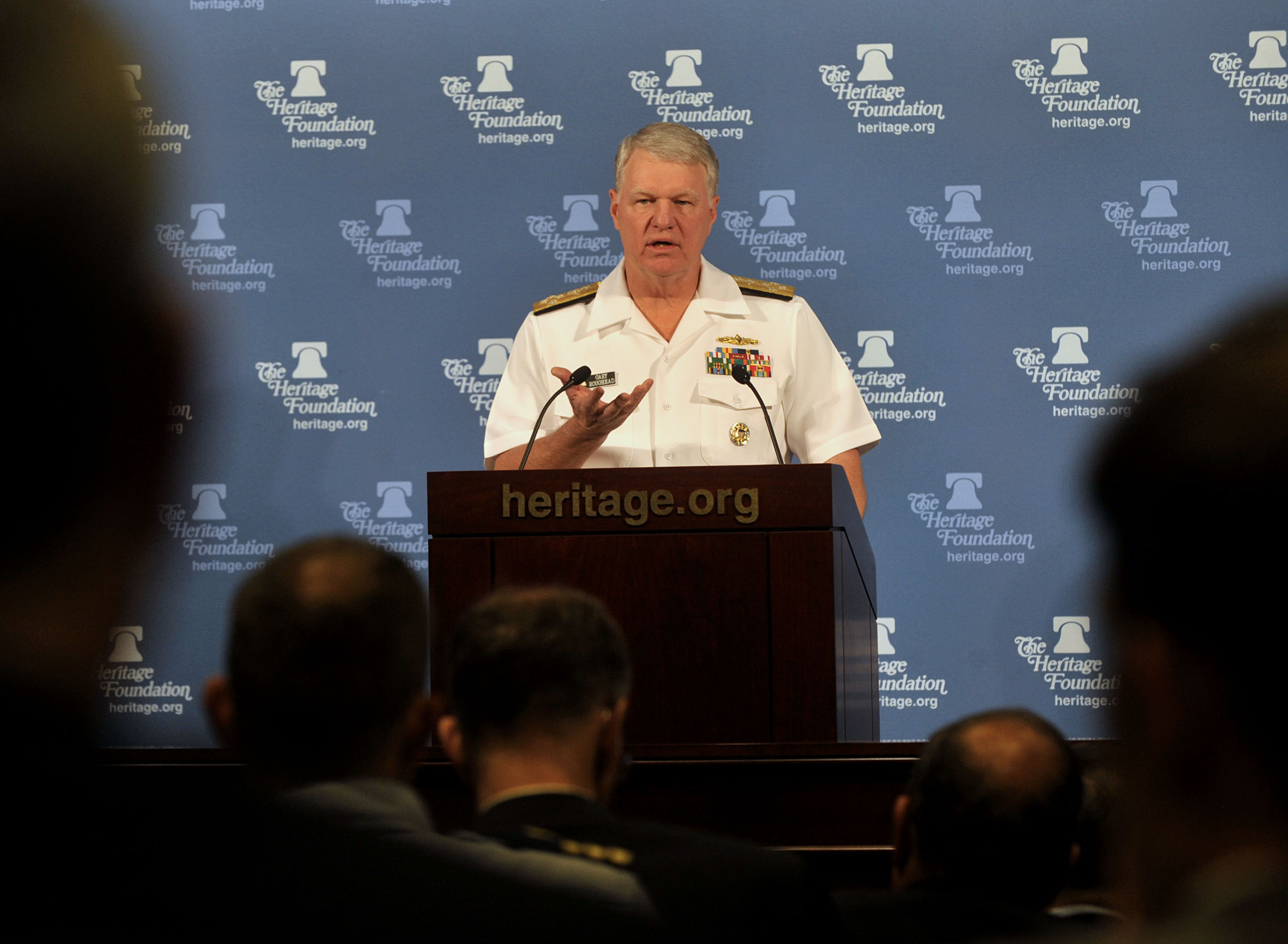
قائد العمليات البحرية الأميرال غاري روفهيد يتحدث في مؤسسة التراث في مايو 2010

في مارس 2010، قدمت إدارة أوباما تفويضاً للتأمين الصحي في قانون الرعاية الصحية الميسرة (ACA)، المعروف أيضاً باسم Obamacare، وهي الفكرة التي دعمتها المؤسسة في دراسة أجريت في أكتوبر 1989 بعنوان "ضمان الرعاية الصحية بأسعار معقولة لجميع الأمريكيين". عام 2006، دمج التفويض المقترح في دراسة أجرتها مؤسسة التراث بعنوان خطة الرعاية الصحية التي أعدّها حاكم ولاية ماساتشوستس ميت رومني، والمعروفة باسم "رومني كير"، لصالح ولاية ماساتشوستس. وقد عارضت المؤسسة قانون الرعاية الصحية الميسرة.
في أبريل 2010، واستلهاماً جزئياً من نموذج صندوق عمل مركز التقدم الأمريكي، الذي أسسه مركز التقدم الأمريكي التقدمي، أطلقت المؤسسة منظمة شقيقة عرفت باسم Heritage Action وقد كانت المنظمة الجديدة مصممة لتوسيع النفوذ السياسي لمؤسسة التراث ونطاق عملها. وسرعان ما أصبحت المجموعة الجديدة مؤثرة.
في يوليو 2011، نشرت مؤسسة التراث دراسة حول الفقر في الولايات المتحدة تعرضت لانتقادات واسعة النطاق،  وقد أدانتها مجلة ذا نيو ريبابليك، ومجلة ذا نيشن، ومركز التقدم الأمريكي، وصحيفة واشنطن بوست.
في ديسمبر 2012، أعلن جيم ديمينت، عضو مجلس الشيوخ الأمريكي عن ولاية كارولينا الجنوبية آنذاك، أنه ينوي الاستقالة من مجلس الشيوخ الأمريكي ليحل محل فيولنر في رئاسة المؤسسة. بصفته رئيسًا لمؤسسة التراث، كان ديمينت يتقاضى مليون دولار سنويًا، ما جعله الأعلى أجراً بين رؤساء المؤسسات الفكرية في واشنطن العاصمة في ذلك الوقت.
أدى تعيين ديمينت إلى دفع بعض الخبراء إلى التنبؤ بأنه سيضفي على المؤسسة طابعاً أكثر حدةً وتسييساً. قاد ديمينت التغييرات في عملية طويلة الأمد استخدمتها المؤسسة لنشر أوراق سياساتها، والتي كان يكتبها في العادة خبراء في السياسة ثم يراجعها كبار الموظفين في الإدارة. ومع ذلك، في عهد ديمينت، حرّر فريقه أوراق السياسة على نطاقٍ واسع، وفي بعض الأحيان وضعت على الرف بالكامل. ردًا على الممارسة الجديدة التي انتهجها ديمينت، استقال العديد من الباحثين في المؤسسة.
في مايو/أيار 2013، استقال جيسون ريتشوين، وهو زميل بارز في المؤسسة، بعد أن أثارت أطروحته للدكتوراه من جامعة هارفارد، والتي ألفها في عام 2009، والتعليقات التي أدلى بها في منتدى معهد أميركان إنتربرايز في عام 2008، تدقيقاً إعلامياً مكثفاً. في أطروحته وفي منتدى معهد أميركان إنتربرايز السابق، زعم ريتشوين أن الهسبانيين والسود أدنى فكريًا من البيض مع استعداد مفترض لمعدلات ذكاء أقل، مما يؤدي إلى كفاحهم في الاندماج. كما تعرضت دراسة أساسية أجراها ريتشوين وروبرت ريكتور في ذلك الشهر لانتقادات واسعة النطاق عبر الطيف السياسي بسبب المنهجية التي استخدمها الاثنان في انتقاد تشريعات إصلاح الهجرة. وقد انتقدت مجلة ريزون ومعهد كاتو هذا التقرير لفشله في استخدام القياس الديناميكي، والذي أدرجته هيريتيج سابقاً في تحليل مقترحات سياسية أخرى.
في يوليو 2013، وفي أعقاب النزاعات مع مؤسسة التراث بشأن مشروع قانون المزرعة، ألغت لجنة الدراسة الجمهورية، التي كانت تضم آنذاك 172 عضواً محافظاً في مجلس النواب الأمريكي، تقليداً قائماً منذ عقود ومنعت موظفي التراث من حضور اجتماعها الأسبوعي في مبنى الكابيتول الأمريكي، على الرغم من أنها استمرت في التعاون مع المؤسسة من خلال "الأحداث والإحاطات المشتركة المنتظمة".

#### الهجوم الإلكتروني عام 2015
في سبتمبر 2015، أعلنت مؤسسة التراث أنها تعرضت لهجوم من قراصنة، ما أدى إلى سرقة معلومات المتبرعين المخزنة في أنظمتها. وقد قارنت صحيفة "ذا هيل"، وهي صحيفة مقرها واشنطن العاصمة وتغطي الشؤون السياسية، الهجوم الإلكتروني على المؤسسة بهجوم مماثل شنّته على مكتب إدارة شؤون الموظفين الأميركي قبل عدة أشهر إدارة أمن الدولة في جيانجسو الصينية، وهي وكالة تابعة لوزارة أمن الدولة الصينية، تمكنت من خلاله من الوصول إلى معلومات التصاريح الأمنية لملايين الموظفين في الحكومة الفيدرالية. بعد الإعلان عن عملية الاختراق، لم تنشر المؤسسة أي معلومات إضافية عنها.

### ترشح ترامب لعام 2016
في يونيو 2015، أعلن دونالد ترامب ترشحه للحصول على ترشيح الحزب الجمهوري للرئاسة لعام 2016. في يوليو 2015، ظهر مايكل نيدهام، زعيم منظمة هيريتيج أكشن، وهي الذراع الدعائية للمؤسسة، في حلقة نقاشية على قناة فوكس نيوز، وقال: "دونالد ترامب مهرج. يجب أن يخرج من السباق".
في الشهر التالي، وتحديدًا في أغسطس/آب، انتقد ستيفن مور، الكاتب الاقتصادي في مؤسسة التراث، مواقف ترامب السياسية، قائلاً: "تكمن مشكلة ترامب في كونه مفعمًا بكل هذه التناقضات. إنه أشبه بصفحة بيضاء في السياسة."  في ديسمبر/كانون الأول 2015، ألّف كيم هولمز، نائب الرئيس التنفيذي لمؤسسة هيريتيج آنذاك، مقالاً لمجلة "الخطاب العام" يعارض ترامب وترشحه، نشره معهد ويذرسبون، وهو مركز أبحاث مقره برينستون، نيوجيرسي، والذي انتقد ترامب ووصفه بأنه "ليس محافظًا". كما انتقد هولمز مؤيدي ترامب، قائلاً إنهم "يتصرفون كطبقة منعزلة ذات خيال ماركسي أكثر من كونهم وكلاء اجتماعيين للاستقرار والتقاليد. إنهم يفكرون بالفعل مثل الثوريين، لكن الآن يصبّ غضبهم على أسيادهم التقدميين والمؤسسات التي يسيطرون عليها"، كما كتب. ثم أشاد رئيس مؤسسة هيريتدج جيم ديمينت بكل من روبيو وكروز، لكنه قال إنه لا يستطيع "تقديم توصية صادرة عن مؤسسة هيريتدج".
بعد أن حصل ترامب على ترشيح الحزب الجمهوري، وقبل أيام قليلة من الانتخابات العامة لعام 2016، بدأ مشروع استعادة أميركا التابع للمؤسسة في إرسال رسائل البريد الإلكتروني إلى المرشحين السياسيين المحتملين في حالة فوز ترامب بالرئاسة. وجاء في البريد الإلكتروني: "أحتاج إلى تقييم اهتمامك بالعمل مرشحاً رئاسياً في إدارة تعمل على تعزيز المبادئ المحافظة". وطلبت إعادة الاستبيانات والسيرة الذاتية إليهم بحلول 26 أكتوبر/تشرين الأول، أي قبل أسبوع تقريبًا من الانتخابات العامة.

### إدارة ترامب الأولى

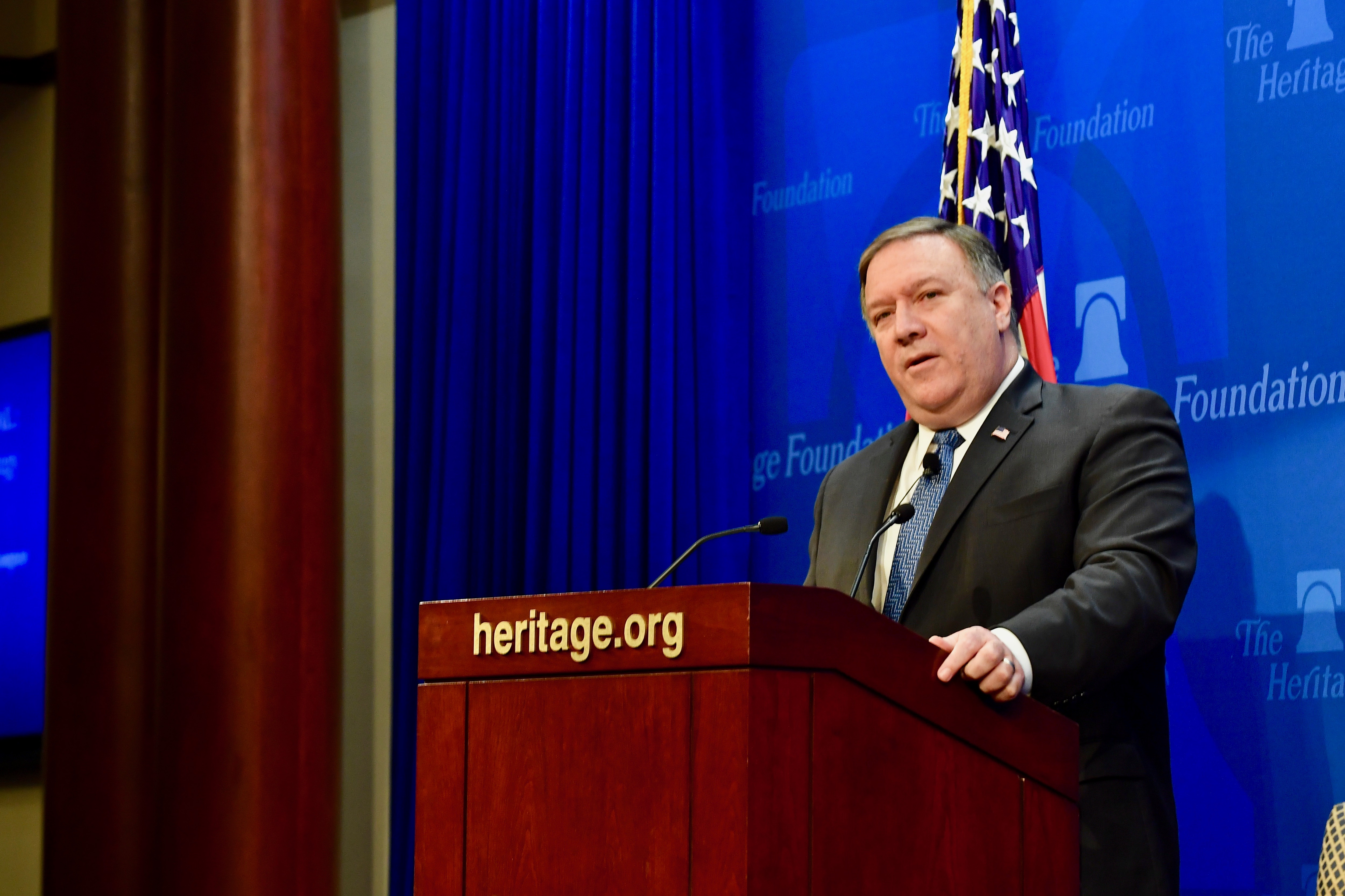
وزير الخارجية الأمريكي مايك بومبيو يلقي كلمة أمام مؤسسة التراث في مايو 2018

بعد فوز ترامب في الانتخابات الرئاسية لعام 2016، اكتسبت مؤسسة التراث نفوذاً في انتقاله الرئاسي وإدارته. كان للمؤسسة رأي في تعيين الموظفين في الإدارة، حيث ذكرت شبكة CNN في يناير 2017 أن "لا توجد مؤسسة أخرى في واشنطن لديها هذا النوع من البصمة في عملية الانتقال". أحد أسباب النفوذ غير المتناسب لمؤسسة هيريتيج مقارنة بمراكز الأبحاث المحافظة الأخرى، كما ذكرت شبكة CNN، هو أن مراكز الأبحاث المحافظة الأخرى كان لديها موظفون " لا يؤيدون ترامب أبدًا " خلال الانتخابات الرئاسية لعام 2016، بينما أشارت مؤسسة هيريتيج في النهاية إلى أنها ستدعمه.
بالاستعانة بقاعدة بيانات بدأت المؤسسة في إنشائها عام 2014، وتضمنت حوالي 3000 سجلاً للمحافظين الذين وثقت بهم للعمل في إدارة جمهورية افتراضية، عُيّن ما لا يقل عن 66 موظفًا وخريجًا من المؤسسة في الفترة الرئاسية الأولى لترامب. وفقًا للموظفين المشاركين في تطوير قاعدة بيانات المؤسسة، دخل عدة مئات من الأشخاص من قاعدة البيانات في نهاية المطاف إلى إدارة ترامب، وأصبح خمسة منهم على الأقل، وهم بيتسي ديفوس، وميك مولفاني، وريك بيري، وسكوت برويت، وجيف سيشينز، أعضاء في حكومة ترامب. جيم ديمينت، رئيس المؤسسة من عام 2013 إلى عام 2017، تدخل شخصيًا نيابة عن مولفاني، الذي انتهى به الأمر إلى رئاسة مكتب الإدارة والميزانية ومكتب حماية المستهلك المالي، وشغل لاحقًا منصب رئيس موظفي البيت الأبيض بالإنابة في عهد ترامب.
في مايو 2017، صوّت مجلس أمناء المؤسسة بالإجماع على إنهاء عمل ديمينت بصفته رئيساً لها. في بيان عام، صرّح مجلس إدارة المؤسسة بأنه بعد تحقيق شامل في عمليات المؤسسة تحت إدارة ديمينت، وجدوا "مشاكل إدارية جسيمة ومتفاقمة أدت إلى انهيار الاتصالات والتعاون الداخليين". وأضاف المجلس في البيان: "على الرغم من نجاحات المؤسسة العديدة، إلا أن جيم ديمينت وعددًا من أقرب مستشاريه فشلوا في حل هذه المشاكل". وقد أشاد البعض بإقالة ديمينت، بمن فيهم النائب الأمريكي السابق ميكي إدواردز (جمهوري عن ولاية أوكلاهوما)، الذي اعتبرها خطوةً نحو تقليص النزعة الحزبية للمؤسسة واستعادة سمعتها بصفتها مركز أبحاث رائد. في يناير 2018، خلفت كاي كولز جيمس ديمينت في منصب رئيس المؤسسة. وفي الشهر نفسه، وبعد مرور عام على بداية ولاية ترامب الرئاسية الأولى، قالت مؤسسة هيريتيج إن إدارة ترامب تبنت 64% من 334 سياسة في أجندة المؤسسة.

### إدارة بايدن
في فبراير 2021، بعد فشل ترامب في الحصول على ولاية ثانية، عيّنت مؤسسة هيريتيج ثلاثة مسؤولين سابقين في إدارة ترامب، وهم كين كوتشينيلي، ومارك أ. مورجان، وتشاد وولف، الذين شغلوا أدواراً مختلفة في وظائف متعلقة بالهجرة في إدارة ترامب. ألّف كوتشينيلي وولف العديد من المنشورات عام 2021 قبل مغادرة المؤسسة.
في الوقت نفسه، عيّنت مؤسسة هيريتيج أيضاً نائب الرئيس الأمريكي السابق مايك بنس زميلاً زائراً متميزاً. في الشهر التالي، في مارس/آذار 2021، كتب بنس مقال رأي، تضمن ادعاءات كاذبة حول الاحتيال في الانتخابات الرئاسية لعام 2020، بما في ذلك العديد من الادعاءات الكاذبة حول قانون من أجل الشعب، وهو مشروع قانون يدعمه الديمقراطيون ويهدف إلى توسيع حقوق التصويت. أثارت ادعاءات بنس الكاذبة انتقادات وتصحيحات من العديد من وسائل الإعلام ومنظمات التحقق من الحقائق. غادر بنس المؤسسة في عام 2022.
وتعرّضت مواقف المؤسسة وإدارتها تحت قيادة كاي كولز جيمس لانتقادات من المحافظين وحلفاء ترامب، بلغت أشدّها في عامي 2020 و2021. في الأيام الأولى للجائحة في ربيع عام 2020، رفضت قيادة مؤسسة هيريتيج، بقيادة جيمس، مقالًا لأحد علمائها يندد بالقيود الحكومية، وفقاً لما ذكره شخصان مطلعان على الأمر. وظلت مكاتب المؤسسة مغلقة لنحو ثلاثة شهور، وأصبحت اللافتات التي تحث على ارتداء الكمامات بمثابة مزحة بالنسبة للعديد من المحافظين الذين سخروا من هذا المفهوم، وفقاً لما ذكرتهصحيفة واشنطن بوست في فبراير 2022. وبدأ المحافظون أيضاً في التعليق علناً على أن مؤسسة التراث فقدت نفوذها الفكري والسياسي الكبير الذي أدى إلى صعود المؤسسة قوةً سياسيةً عالميةً ووطنية في الثمانينيات والتسعينيات. في مارس 2021، رداً على الانتقادات المتزايدة لقيادتها للمؤسسة، استقالت كاي جيمس ونائب الرئيس التنفيذي كيم هولمز من المؤسسة.
في أكتوبر 2021، أعلنت مؤسسة التراث أن كيفن روبرتس سيحل محل كاي جيمس في رئاسة المؤسسة، وكان كيفن قد قاد سابقاً مؤسسة فكرية مقرها الولاية هي مؤسسة السياسة العامة في تكساس وكان عضواً في فريق عمل حاكم تكساس جريج أبوت لمكافحة كوفيد-19. وفقاً للملف الذي قدمته المؤسسة إلى مصلحة الضرائب الداخلية، كانت تعويضات روبرتس السنوية لقاء عمله تقدر بـ 953,920 دولاراً سنوياً في 2023.
في مايو 2022، بدأت مؤسسة التراث معارضة المساعدات العسكرية لأوكرانيا في حربها لصد غزو روسيا للبلاد، وقد كانت المؤسسة تدعمها سابقًا. وبعد تراجعها عن موقفها بشأن المساعدات العسكرية لأوكرانيا، زعمت المؤسسة أن "حزمة المساعدات المقدمة لأوكرانيا تجعل أمريكا في المرتبة الأخيرة". في سبتمبر 2022، قال مدير السياسة الخارجية للمؤسسة إن المؤسسة أمرته بسحب تصريحاته السابقة الداعمة للمساعدات المقدمة لأوكرانيا؛ ثم غادر المنظمة بعد ذلك. في أغسطس 2023، استقال توماس سبوير، مدير مركز الدفاع الوطني التابع للمؤسسة، من منصبه بسبب التغيير الجذري في السياسة.
في سبتمبر 2022، قال لوك كوفي، مدير مركز دوغلاس وسارة أليسون للسياسة الخارجية التابع لمؤسسة التراث آنذاك، إن "الإدارة طالبته بإزالة منشور من منصة إكس (تويتر) يدين أعمال الشغب التي جرت في مبنى الكابيتول في 6 يناير ".
في مارس 2023، أقامت مؤسسة التراث علاقة تعاونية مع معهد الدانوب، وهو مركز أبحاث ممول من الدولة ومقره بودابست تأسس في عام 2013.
في يناير 2024، وصف روبرتس دور مؤسسة هيريتيج بأنه "تأسيس لترامبية "،  وأفادت مجلة الإيكونوميست في الشهر التالي أن المؤسسة كانت تتبنى بشكل تدريجي المحافظة الوطنية كأيديولوجية توجيهية لها.
في مايو 2024، تبرعت مؤسسة التراث بمبلغ 100 ألف دولار لمؤسسة المساءلة الأمريكية (AAF) لغرض قيام المؤسسة بتطوير موقع ويب يضم معلومات شخصية عن موظفي الخدمة المدنية المحترفين، الذين تصفهم المؤسسة بأنهم "أكثر بيروقراطيي الهجرة تخريباً في أمريكا". يعرض الموقع علناً صورهم وتبرعاتهم السياسية الصغيرة ولقطات شاشة من حساباتهم الشخصية على وسائل التواصل الاجتماعي.
في يوليو 2024، وفقاً لوكالة أسوشيتد برس، روجت المؤسسة لنظرية مؤامرة مفادها أن بايدن قد يحاول استخدام القوة للبقاء في منصبه بعد انتخابات 2024 إذا خسر، وهو ما لم يحدث في النهاية منذ انسحاب بايدن من الانتخابات بعد تسعة أيام، في 21 يوليو، وهزم ترامب في النهاية كامالا هاريس في الانتخابات العامة وتولى الرئاسة بسلام في يناير 2025. وفي الشهر نفسه، في يوليو/تموز 2024، ذكرت صحيفة واشنطن بوست أنه قبل أربعة أشهر من إجراء الانتخابات العامة، أعلنت هيريتيج بالفعل أن الانتخابات غير شرعية. في سبتمبر 2024، ذكرت صحيفة نيويورك تايمز أن مؤسسة التراث استخدمت مقاطع فيديو خادعة خلال الحملة الانتخابية الأمريكية لعام 2024 للادعاء زوراً بأن تصويت غير المواطنين يشكل تهديداً كبيراً.

## التأثير
احتلت مؤسسة التراث تاريخياً مكانةً بين مؤسسات الفكر والرأي الأكثر تأثيراً في العالم، والتي تؤثر على السياسات الملموسة، ووسائل الإعلام، والخطاب السياسي بشكل عام. في عام 2020، صنف تقرير مؤشر مراكز الفكر العالمية، الذي نشرته جامعة بنسلفانيا، المؤسسة في المرتبة السادسة على قائمتها "لأفضل عشرة مراكز فكرية في الولايات المتحدة"، والمرتبة الثالثة عشرة بين مراكز الفكر على مستوى العالم، والأولى في فئتها لمراكز الفكر التي كان لها التأثير الأكبر على السياسة العامة بين عامي 2017 و2019.

## العمليات